# بريزينة
بريزينة، مدينة وبلدية تابعة إقليمياً إلى دائرة بريزينة ولاية البيض الجزائرية. وتبعد عن مقر الولاية بحوالي 85 كم، وعن الجزائر العاصمة بـ 710 كلم.

## أصل التسمية
هناك مقولتان لسبب تسمية بريزينة بهذه التسمية:
- الأولى: يقال بأن امرأة كانت تعيش في هذه المنطقة تسمى زينة وكان لها بئر وكان يستعمله الجميع من الناس وخاصة الرحل والمسافرين وكان يسمون البئر بـ (بئر زينة) ومع مرور الزمن تحولت هذه الكلمة إلى بريزينة.
- الثانية: كانت هذه المنطقة يطلق عليها البر الزين (المنطقة الجميلة) وبمرور الزمن تحولت هذه الكلمة إلى كلمة بريزينة.

## جغرافيا

### الموقع
يحد بريزينة كل من:
- شمالا: بلدية الغاسول. بلدية الكراكدة
- جنوبا: ولاية غرداية. ولاية ادرار
- شرقا: ولاية الاغواط
- غربا: بلدية الأبيض سيد الشيخ

### التضاريس
الجبال:
- جبال القور
- جبال الديس
- وادي صقر
- غابة النخيل

## التاريخ
بنت الخص الهلالية :
في شمال إفريقيا، وعلى وجه
التحديد في منطقة الجنوب الغربي الجزائري، إلى منطقة الزيبان فإن الرواية
الشعبية لم تحتفظ إلا باسم (بنت الخص)، واسمها ـ مباركة ـ وهي أميرة
هلالية من بني عامر، كان أبوها أميراً شهماً، مطاعاً، ذو شأن عظيم بين
أوساط قبيلته، وقد كانت ابنته ملازمة له في حياته منذ نعومة أظافرها،
حيث تعلمت منه الكثير من أمور الحياة، وعند بلوغه الكبر، سلم مقاليد
إمارته لابنته، وبالرغم من طبيعة القبائل العربية البدوية التي تقوم على سيادة الرجل (وراثية الذكور) فإن حالة الاستثناء هاته توحي بما كانت الأميرة تحظى به من احترام واهتمام كبير من طرف أفراد قبيلتها، لفطانتها
الخارقة وعلمها بأمور الحياة، حيث تركت تراثا عظيما، لا يزال يتذاكره
الأحفاد، ويرويه الأجداد على مر الزمن، جيلاً بعد جيل.
تحديد الزمان والمكان:
تروي الحكايات الشعبية في
غالبيتها، أن مباركة بنت الخص، تكون قد عاشت مابين القرنين الرابع عشر
والخامس عشر للميلاد، نظرا لأن بنت الخص قد تم محاصرة حصنها الشهير
الموجود بمنطقة بريزينة، بالتحديد في منطقة (القور)، من قبل السلطان
لكحل (أبو الحسن المريني 1331-1351م) وهو حاكم منطقة أربوات، والقصة
معروفة (بمقتل السلطان لكحل على أيدي أحد أبناء الولي الصالح سيدي معمر
بلعالية، جد البوبكرية).
في ظل حدة الصراع والتزاحم
بين القبائل على الأرض ومنابع المياه، تمتد حدود إمارة بنت الخص من منطقة
أربوات شمالا إلى مدينة المنيعة جنوبا، وشرقا غلى منطقة العمور وغربا
إلى حدود الواد الغربي مع حدود إقليم توات. حيث يمكن الجزم أن إمارة بنت
الخص لم تكن ذات نمط عمراني، بل اجتماعي بدوي، بحت. حيث نصادف وجود آثار، هي في حقيقة الأمر عبارة عن حصون لها إستراتيجية دفاعية وهي:
- - بقايا لآثار حصن بمنطقة القور، وهو حصن منيع، لا يمكن الوصول إليه إلا من ممر واحد.
- - قصر شامخ فوق أعلى تلة بمدينة المنيعة.
- - بعض الآثار بمنطقة جبل بونقطة.
- - آثار ساقية تنتسب لبنت الخص، كانت توجد بها أراضي فلاحية يشتغل فيها عمالها.
- - بقايا لآثار حصن بمنطقة القور، وهو حصن منيع، لا يمكن الوصول إليه إلا من ممر واحد

## معالم

### قصر بنت الخص
في منطقة عين العمارة يبعد حوالي 5 كم غرب بريزينة، بُنِيَ في القرن 12 ميلادي في أعلاه قارة «بنت الخص» تسمية إلى صاحبة القصر وهي أميرة هلالية، يوجد بالقصر على مخازن للسلاح والمؤن ودار مقر للإدارة، مداخل تؤدي إلى البساتين، عـدة مقصورات، قلعة. يحيط به خندق للدفاع وبه واحة من النخيل ومنبع ماء ومقبرة قديمة.

### قصــر بريـزينة
وهو قصر قديم لايختلف من حيث تصميمه ومواد بنائه عن بقية قصور المنطقة وهو الأخر مشيد على مرتفع يشرف على واحة النخيل وواد صقر به المسجد الذي شيد منذ تسعة قـرون أزقته ضيقة أبوابه متراصة لاتتجاوز الطابق الواحد.

### زاوية سيدي الحاج الدين
تقع بقرية سيدي الحاج الدين ببلدية بريزينة وهي منسوبة للوالي الصالح الحاج الدين وهي مشهورة منذ القدم بجودها وكرمها حيث كانت تعتبر كمحطة للقوافل مابين الشرق والغرب مرورا بالصحراء

### برج سيدي حمزة
بني البرج من قبل الخليفة سي حمزة سنة 1857م وجلب إليه البناءين من الأوروبيين
و المغاربة وكان يعرف قديما بقصر أولاد سيدي قدور حسب الدراسة التي قام بها الباحث الفرنسي سنة 1886م كي أعيد ترميمه سنة 1896م وللعلم أن سيدي حمزة الذي ينسب إليه هذا القصر العتيق قتل مسموماً من قبل الاحتلال الفرنسي يوم 21/08/1861م ودفن جثمانه بمقبرة سيدي أمحمد بالجزائر العاصمة وحينما ألقت عليه القبض السلطات الإستعمارية قال قولته الشهيرة:
| بريزينة | يا قصر بنيناك وعليناك ومشينا وخليناك | بريزينة |

و سيدي حمزة هو الذي خلف زعماء ثورة أولاد سيدي الشيخ سي سليمان وأخيه أحمد ومحمد وقدور الذين خاضوا معركة «عوينت بوبكر» سنة 1864م وفي هذه المعركة قتل الضابط الفرنسي بويريط واستشهد زعيم المعركة سليمان بن حمزة في نفس المعركة.

## أعلام
سيدي الحاج الدين
مولده ونشأته: -اسمه الدين بن أب حفص بن عبدا لقادر بن محمد -قرأا لقرءان على يد أبيه أبي حفص ثم تتلمذ مع إخوته على يد شيخهم سيدي إبراهيم الواجدي بنواحي توات وكان منذ صغره متفوقا في طلب العلم والمعرفة حتى أن شيخه أشار إلى أبيه بأن يأخذه إلى مدارس علم أخرى كبرى وكان مكلفا بجلب المئونة إلى الزاوية وذهب رفقة القافلة في عدة رحلات وكان برفقته ابن أبوحفص الحاج كان أعز رفاقه وفي إحدى رحلاته مع أبيه إلى الحج تخلف عن أبيه في مدينة تونس حيث تزوج من امرأة تونسية تدعى لالا فاطمة بنت البكري ثم رجع بها مارا بالجنوب الشرقي بالجزائر وفي مقامه بتوقرت رافقه المدعو- فتاتي- الذي أصبح هو وذريته مقاديم الزاوية. -أولاده -سي التومي -سيدي بن الدين -سيدي العربي -سيدي عطاء الله -سيدي الطاهر
كان من بين الصالحين والمتعبدين الزاهدين حيث كرس جل حياته للعبادة والتمسك متبعا في ذلك طريقة أبيه وجده- الطريقة الشيخية- كانت حياته غامضة وله مقام يزار حتي يومنا هذا يدعي باسمه-سيدي الحاج الدين- -كناياته -أبوفبرين -أبوقبارة -لقرع -برما رم -وفاته -توفى عن عمر يناهز 78 سنة كان معروفا بالجود والكرم والشجاعة والفروسية وتربية الخيل وكان يملك قطع من الإبل والغنم لدرجة عدم إحصائها جال عدة مواطن من بينها بيت الله الحرام والعراق والشام ومصر وتونس والمغرب الأقصى كما كانت له عدة رحلات إلى الجنوب الجزائري وبالأخص مدينة المنيعة ثم متليلي كما كانت تهدى له أموال من القبائل التالية -الشعانبة -الأرباع -أولاد نايل -بريزينة وكان له عهد على قدم أبيه مع قبيلة الشعانبة وهو مكتوب إلى حد الآن على جلد رق غزال كما حدثت له عدة كرامات مع قبيلة الشعانبة منها بعد وفاة سيدي الحاج بحوص تمردت القبيلة على العهد حيث قاموا بطرد القائمين على الزاوية هناك فذهب إليهم بنفسه ونصحهم بالعودة إلى العهد الذي كان بينهم فرفضوا بل قاتلوه وكا ن برفقته مجموعة من الخدم فسل سيفه وقاتلهم وكانوا أربعين فارسا فسقطوا كلهم بسيفه وسميت منطقة العراك بالبطحة وهي موجودة بمدينة متليلي وقال قولته المشهورة –أنا ولد أمه ولي قربني تخرج كبدته من فمه-

## أحياء وقرى البلدية

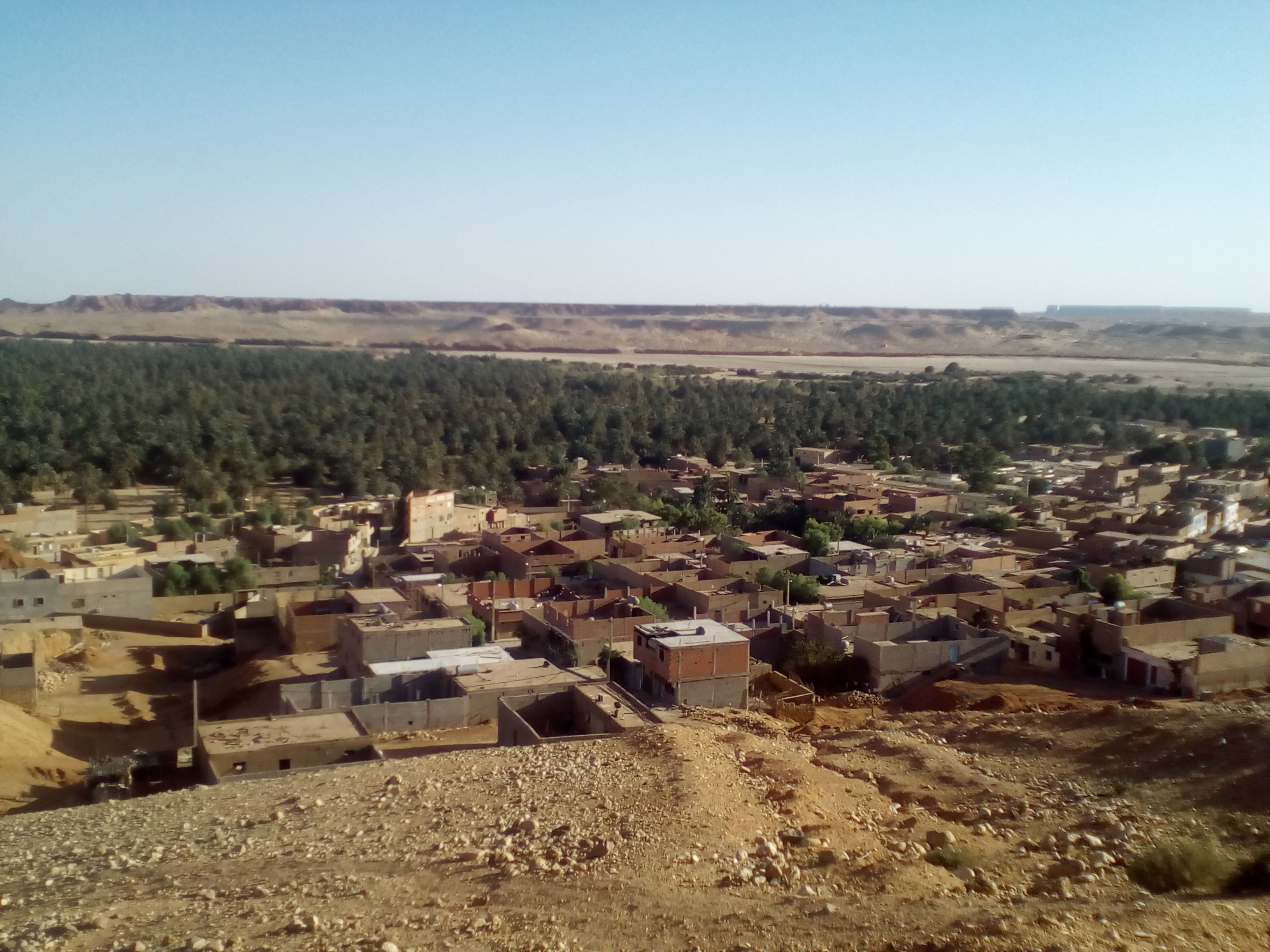
بريزينة

### القرى
قرية الفرع
قرية قويرة الحبار
قرية السعدانة
قرية عين العمارة
قرية أم الجرودة
قرية العجيج

### الاحياء
- حي خلاف
- حي القصبة
- حي المصلى
- حي القصر
- حي الشهداء
- حي الرحمة
- حي الفتح
- المنظر الجميل
- 220 مسكن
- بريزينة الجديدة

## النشاط الرياضي
- توجد ثلاث فرق رياضية تنشط في دور مابين الرابطات بالبيض

1. اتحاد بريزينة
2. شبيبة خلاف بريزينة
3. مولودية خلاف بريزينة
4. آمال بريزينة

## الاقتصاد

### الفلاحة

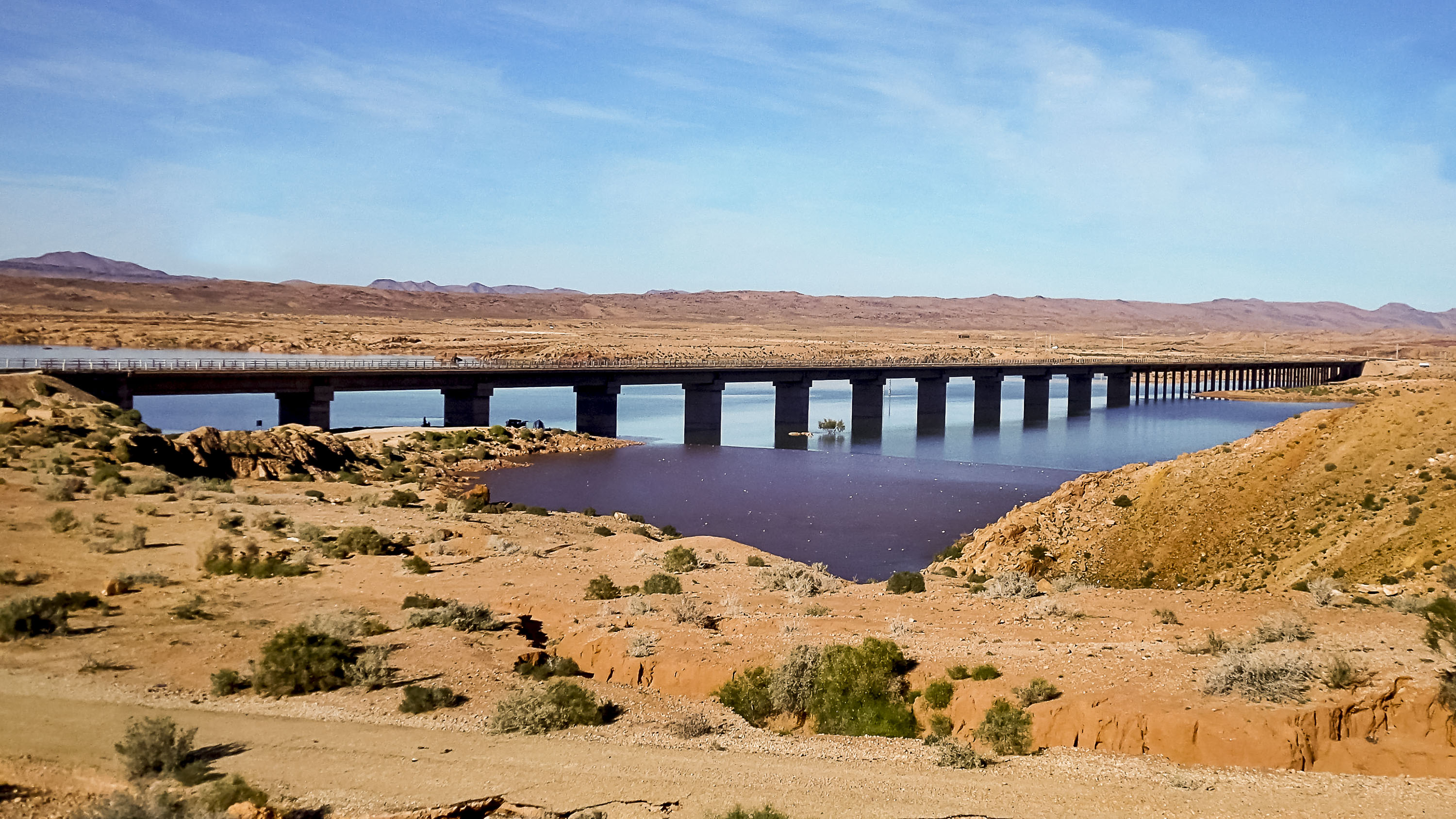
سد بريزينة

تعتمد بريزينة في الفلاحة على المحاصيل الشبه الصحراوية وتتركز بها واحة من النخيل ويستعمل الفلاحون سد بريزينة لسقي الواحة والمحاصيل الزراعية.و قام مستثمر أمريكي بتأسيس بما يسمى المزرعة النموذجية واللتي ستكفي الجزائر من حليب البقر بالإضافة إلى الأعلاف والحبوب.يتولى المشروع مجمع جزائري خاص بشراكة أجنبية يستهدف استغلال مساحة إجمالية تقدر بـ 20.000 هكتار، ويتضمن المشروع (زراعة بذور البطاطا، زراعة الحبوب، تربية الأبقار). ضمن مخطط عمل على 07 سنوات.
المرحلة الحالية: تستهدف استغلال مساحة 1.440 هكتار لزراعة بذور البطاطا، وقصد الشروع في الاستغلال يتم تركيب 16 محور رش (PIVOS) - كل محور واحد يمكن من سقي مساحة 90 هكتار- . تم حاليا تركيب 07 محاور للسقي.
كما يتم إنجاز قناة لجلب مياه السقي من سد بريزينة.
هذا المشروع الإستثماري إلى جانب مشاريع أخرى من شأنها دفع الحركة الاقتصادية بالمنطقة وبالولاية ككل، الأمر الذي سيساهم في توفير مناصب الشغل لشباب المنطقة والولاية.

### الصناعة
يعتمد سكان بلدية بريزينة على الصناعة التقليدية
السياحة
تحتوي بلدية بريزينة على مناطق سياحية هامة مثل منطقة الڤور والرمال الذهبية اللتي أبهرت العالم.
و كذا تحتوي البلدية على قصور مثل قصر سيدي حمزة وقصر بنت الخص.

## وصلات أخرى

### وصلات داخلية
- دائرة بريزينة
- ولاية البيض

### وصلات خارجية
- إذاعة البيض الجهوية: الموقع الرسمي.
- الموقع الرسمي لولاية البيض.
- بعض الصور عن بريزينة - مدونة بريزينة تراث وحضارة